# Cynia

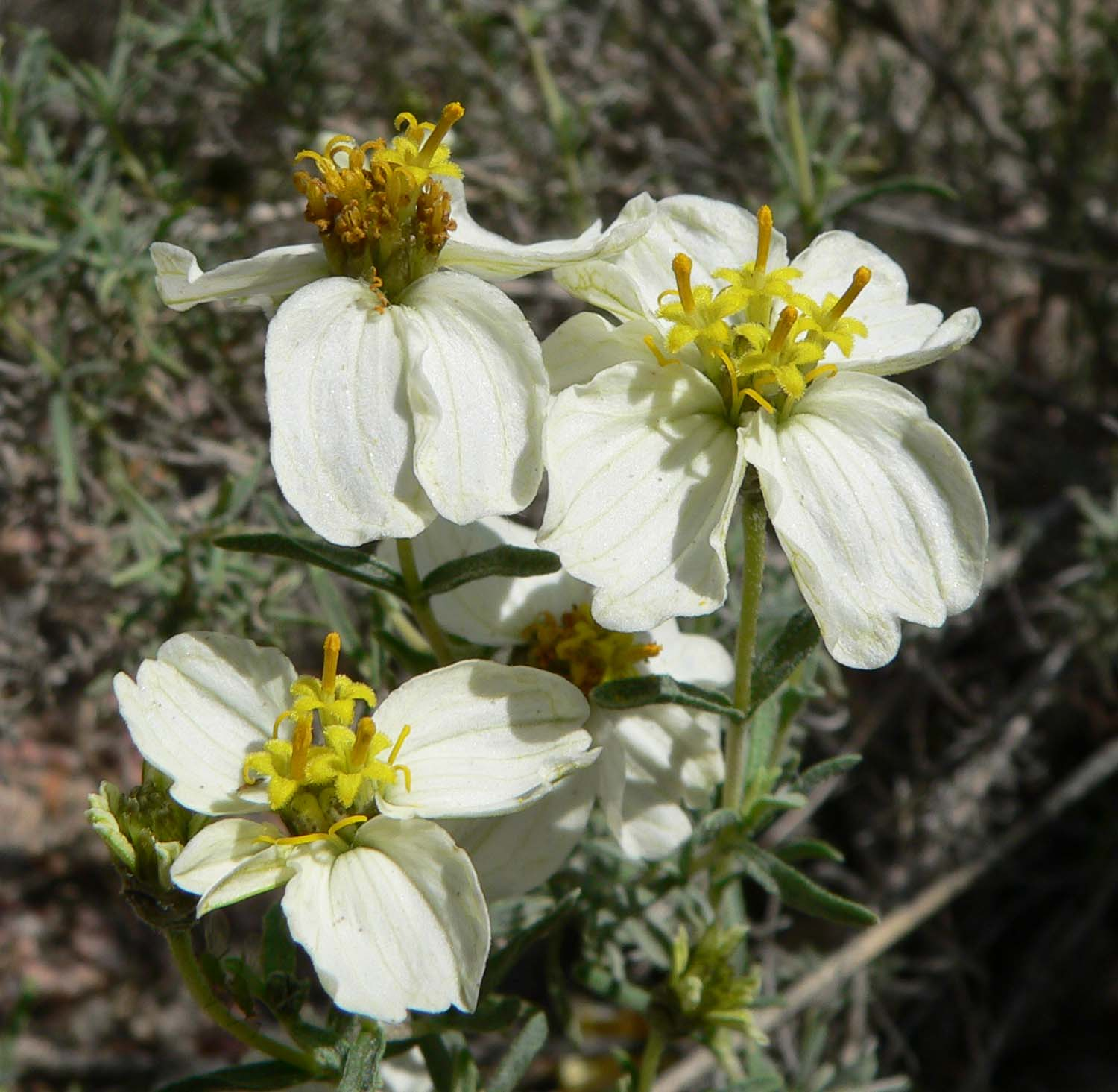
Zinnia acerosa

Cynia, jakobinka (Zinnia L.) – rodzaj roślin z rodziny astrowatych. Należą do niego 23 gatunki. Rośliny te występują w Ameryce Północnej i Południowej od południowej części Stanów Zjednoczonych po Argentynę. Występują w siedliskach nasłonecznionych i suchych.
Różne gatunki w wielu odmianach o intensywnie zabarwionych, pełnych i wielobarwnych kwiatach są uprawiane jako ozdobne. Nazwa rodzajowa upamiętnia Johanna Gottfrieda Zinna (1727–1759), niemieckiego lekarza i botanika.

## Morfologia
PokrójWzniesione lub płożące się rośliny jednoroczne, byliny lub półkrzewy osiągające od ok. 10 cm do ponad 2 m wysokości, przy czym większość gatunków i mieszańców osiąga niższe rozmiary.
LiścieNaprzeciwległe, połączone nasadami, o blaszkach całobrzegich, jajowatych, lancetowatych lub równowąskich, owłosionych z obu stron.
KwiatyZebrane w koszyczki powstające pojedynczo na szczytach pędów. Okrywy są zwykle półkoliste, dzwonkowate, do walcowatych, o średnicy od 5 do 25 mm. Listków okrywy jest od kilkunastu do kilkudziesięciu w kilku rzędach. Dno koszyczka jest stożkowate, z plewinkami. W koszyczkach brzeżne kwiaty języczkowe, w liczbie od 5 do 21, są żeńskie i płodne. Ich korony są okazałe, często jaskrawo zabarwione, zwłaszcza u odmian, od białego poprzez żółty, purpurowy i czerwony do fioletowego, też dwubarwne, zwijane, podzielone. Kwiaty rurkowe wewnątrz koszyczka są obupłciowe i płodne, występują w liczbie od 20 do ponad 150. Ich korony są zwykle żółte do czerwonych lub purpurowe.
OwoceTrójkanciaste lub spłaszczone niełupki pozbawione puchu kielichowego lub ze zredukowanym do pojedynczych ości lub łusek.

## Systematyka
Pozycja systematyczna
Rodzaj z rodziny astrowatych Asteraceae, w obrębie której klasyfikowany jest do podrodziny Asteroideae i plemienia Heliantheae. 
Wykaz gatunków
- Zinnia acerosa (DC.) A.Gray
- Zinnia americana (Mill.) Olorode & A.M.Torres
- Zinnia angustifolia Kunth – cynia wąskolistna
- Zinnia anomala A.Gray
- Zinnia bicolor Hemsl.
- Zinnia citrea A.M.Torres
- Zinnia elegans Jacq. – cynia wytworna
- Zinnia flavicoma (DC.) Olorode & A.M.Torres
- Zinnia grandiflora Nutt. – cynia wielkokwiatowa
- Zinnia guanajuatensis (Calderón & Rzed.) B.L.Turner
- Zinnia haageana Regel – cynia Haagiego
- Zinnia juniperifolia A.Gray
- Zinnia leucoglossa S.F.Blake
- Zinnia maritima Kunth
- Zinnia marylandica D.M.Spooner, Stimart & T.H.Boyle
- Zinnia microglossa (DC.) McVaugh
- Zinnia oligantha I.M.Johnst.
- Zinnia peruviana (L.) L. – cynia peruwiańska
- Zinnia purpusii Brandegee
- Zinnia tenuis (S.Watson) Strother
- Zinnia venusta (A.M.Torres) Olorode & A.M.Torres
- Zinnia zamudiana Calderón & Rzed.
- Zinnia zinnioides (Kunth) Olorode & A.M.Torres

## Zastosowanie
Niektóre gatunki są uprawiane jako ogrodowe rośliny ozdobne. Uprawia się również wyhodowane przez ogrodników mieszańce różnych gatunków określone wspólną nazwą jako „cynia ogrodowa”. Nadają się na rabaty i kwiat cięty. W Polsce uprawia się głównie gatunki jednoroczne (cynia wytworna i wąskolistna). Niektóre gatunki wieloletnie (np. cynia wielkokwiatowa) są w Polsce w pełni mrozoodporne (strefy mrozoodporności 4-10). Cynie wymagają słonecznych stanowisk, żyznych i przepuszczalnych gleb. Rozmnaża się je przez nasiona wysiewane wiosną wprost do gruntu, lub lepiej z wcześniej przygotowanej pod osłonami rozsady (przedłuża to okres ich kwitnienia). Po przekwitnięciu kwiatostany ścina się.